# Semiothisa dentilineata
Semiothisa dentilineata là một loài bướm đêm trong họ Geometridae.